# Empis adusta
Empis adusta är en tvåvingeart som beskrevs av Friedrich Hermann Loew 1869. Empis adusta ingår i släktet Empis och familjen dansflugor. Inga underarter finns listade i Catalogue of Life.